# Жагарское староство
Жагарское староство (лит. Žagarės seniūnija) — одно из десяти староств Ионишкского района, Шяуляйского уезда Литвы. Административный центр — город Жагаре.

## География
Расположено в Земгальской низменности на севере Литвы, в юго-западной части Ионишкского района.
Граничит с Рудишкяйским староством на юге, Гайжайчяйским — на западе и юге, Скайстгирским — на востоке, Укрской волостью Ауцского края Латвии — на северо-западе, Вилцской волостью Елгавского края Латвии  — на северо-востоке, а также Букайшской и Аугсткалнской волостями Терветского края Латвии — на севере.

## Население
Жагарское староство включает город Жагаре, 30 деревень и один хутор.